# Edward John Eyre
Edward John Eyre (5 de agosto de 1815 - 30 de noviembre de 1901), junto con su amigo aborigen Wylie, fue el primer blanco en cruzar el sur de Australia de este a oeste, viajando a través de la llanura de Nullarbor de Adelaida a Albany. Eyre nació en Inglaterra, donde su padre era ministro religioso. Llegó a Australia cuando tenía diecisiete años. Realizó muchas pequeñas expediciones, en Nueva Gales del Sur, Australia Meridional y Australia Occidental, combinando la ganadería ovina y bovina con la exploración. Eyre tenía la esperanza de descubrir las buenas ovejas para el país. Abrió la mayor parte de Australia Meridional para lograr un acuerdo. Eyre quería abrir una ruta hacia el centro de Australia.

## El viaje
En 1839, se ponen en camino para llegar al centro. El lago Torrens estaba cubierto de lodo salado. Su camino fue bloqueado por los pantanos en una dirección y por médanos en otro, por lo que siguió los montes Flinders hasta el monte Desesperanza, en el que dieron marcha atrás. 
Mientras tanto, de vuelta en Adelaida, se estaban realizando planes para formar una expedición y abrir una ruta entre Australia del Sur y Australia Occidental. Ellos fueron con la esperanza de encontrar la tierra buena y para abrir una ruta por tierra para tener ganado de Adelaida a Australia Occidental. Debido a sus habilidades en el monte, Eyre fue líder de la expedición. Se ofreció para conducir y pagar la mitad de las costas. En 1840, salió de Adelaida. La expedición fue formada por 6 hombres blancos, incluyendo Baxter, su administrador de la estación, su amigo Wylie originario y otros 2 originarios más. Tomaron 13 caballos, 40 ovejas y suministros para 3 meses. Se preveía una reunión en el Golfo Spencer con buques de suministros. 
Eyre viajó hacia el oeste a través de lo que hoy se conoce como la península de Eyre y en la costa. Las duras condiciones y la falta de agua le obligó a enviar a todos los miembros de su partido de vuelta a Adelaida, a excepción de Baxter, Wylie y los 2 otros dos. Eyre piensa que una pequeña parte tendría más posibilidades de éxito. Los 4 hombres Fowler izquierda de la Bahía de envase con 11 caballos y 6 ovejas. Ellos tendrían que viajar 1300 km a través de una desolada región. Debido a que el Nullarbor Plain no tenía árboles, no había sombra del feroz calor del sol. Hay poca agua y muy pocas maneras de llegar al mar debido a los enormes acantilados. 

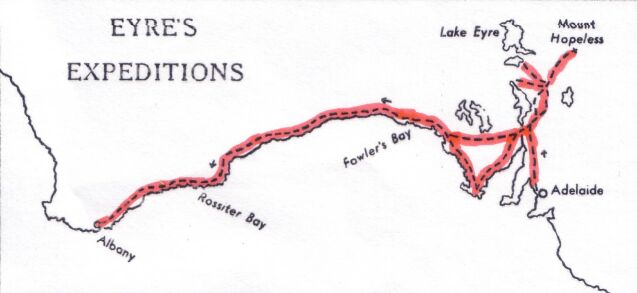
lExpedición de Eyre.

En el momento de la expedición llegó a la cima de la Gran Bahía Australiana, quedándose desesperadamente corto de agua y se salvaron por los originario amigos, mostrándole a Eyre cómo encontrar agua por detrás de la excavación de las dunas de arena en la playa. Durante cinco días que viajó, pero no pudieron encontrar ninguna agua. Viajaron a lo largo de la Gran Bahía Australiana, sufriendo terribles condiciones de vida. Al norte pasaron las Nullarbor Plain. Eyre fue el primer hombre en cruzar esta llanura. El agua era muy escasa cuando llegaron a algunos pozos excavados por los originarios en el actual sitio de Eucla, en la frontera de Australia del Sur y Australia Occidental. Se quedaron aquí durante 6 días. Después de descansar esos 6 días, en la que viajaban, el mantenimiento de cerca de la playa. El agua se convirtió una vez más escasa y los originarios les mostraron la forma de romper las raíces de árboels de goma y chuparlos para aliviar su sed. Con los caballos resultaba difícil desplazarse por la arena, vióse obligado a dejar atrás sus armas de fuego, herraduras, recambios bolsas de agua e incluso la ropa. Uno por uno los bolsos tuvieron que ser dejados atrás. Pronto se terminó el agua. 
Utilizó esponjas temprano en la mañana para recoger el rocío de las hojas. Alimentación escasa y mata a un caballo enfermo de los alimentos. Hizo Eyre Baxter y muy malos. Los originarios trataron de ir solos, pero regresó un par de días más tarde casi muriendo de hambre.
Ellos están ahora a mitad de camino a la costa occidental de Australia. Era invierno y debido a que se han visto obligados a dejar sus ropas detrás, eran víctimas del frío en la noche. Fue por esos días que 2 de los originarios empezaron a causar problemas, negarse a trabajar. Eyre una noche, mientras el mantenimiento de la vigilancia que se escuchó una explosión y encontraron a Willye corriendo hacia él en alarma. Dos de los originarios habían asesinado a Baxter y habían desaparecido con la mayor parte de los suministros y armas de fuego. Wylie, sin embargo, se negó a ir con ellos y se quedó con Eyre. Ellos ahora se sienten desesperados. Eyre no había visto nada de agua durante tres días y debían avanzar por casi 1000 km de desconocida yerma área. Los originarios, ahora armados, habían tomado la mayor parte de sus suministros. Eyre ni siquiera pudo enterrar a Baxter como el terreno es de roca sólida, por lo que lo envolvió en una manta y lo dejó. 
Eyre y Wylie sobre trudged y es siete días antes de que encontraron una charca. Ellos sobrevivieron al matar y comer canguros. Wylie incluso comió un pingüino muerto que encontró en la costa. Durante más de un mes, Eyre y Wylie siguieron caminando hacia Australia Occidental. En junio de 1841, llegaron a un ballenero francés, barco anclado frente a la costa y fueron capaces de descansar una quincena. El capitán, un inglés, de nombre Rossiter les proporcionó alimentos e incluso algunos tragos de vino y brandy. 
Después de descansar durante dos semanas, ahora los dos en forma y fuerte, bien vestidos y con muchos más alimentos. El viaje se hizo mucho más fácil. En julio llegó a Albany, después de viajar a través de fuertes lluvias y frío. Su viaje duró cuatro meses y medio. 

## Recompensas y condecoraciones
Eyre se adjudicó una medalla de oro de la Real Sociedad Geográfica «por sus exploraciones atrevidas y profundas en Australia, en circunstancias particularmente difíciles». En 1846, fue nombrado Teniente-Gobernador de Nueva Zelanda. También se le hizo gobernador en diversas partes de las Indias Occidentales. Eyre se retiró a Inglaterra, donde vivió hasta su muerte en 1901. 
Wylie fue recompensado con una pensión, permaneciendo en Albany, feliz de estar entre su propio pueblo.
| Predecesor: John Murray | Medalla Clarke 1902 | Sucesor: Frederick Manson Bailey |